# Eutychios z Konstantinopole
Eutychios z Konstantinopole byl v letech 552 až 582 12. konstantinopolským patriarchou. Zachoval se celý Eutychiův životopis z pera jeho písaře Eustathia.

## Život
Eutychios se narodil ve Frýgii kolem roku 512, jeho otec byl jedním z Belisarových velitelů. Eutychios oblékl ve věku 30 let mnišský hábit. Coby archimandritu konstantinopolského kláštera si jej oblíbil patriarcha Mennas, po jehož smrti jej císař Justinián I. jmenoval jako nástupce.
Na začátku roku 553 Eutychios napsal list papeži Vigiliovi, v němž vyznává katolickou víru a prohlašuje, že se drží čtyř dosavadních ekumenických koncilů a Tomu ad Flavianum papeže sv. Lva I. V listu se snaží přesvědčit Vigilia, aby předsedal chystanému koncilu, který se měl zabývat otázkou Tří kapitol. Vigilius předsednictví odmítl a Eutychios pak Druhému konstantinopolskému koncilu předsedal společně s patriarchy Apollinariem z Alexandrie a Domninem z Antiochie. Papež se omluvil i pro druhé zasedání koncilu. Eutychiův podpis tak nalezneme i pod akty koncilu.
Eutychios se dostal do prudkého sporu s císařem Justiniánem roku 564, kdy císař přijal některé teze afthartodokétismu. Eutychios dokazoval, že tato pozice není slučitelná s Písmem svatým, avšak císař trval na svém. 22. ledna 565 byl Eutychios císařskými vojáky zatčen přímo v kostele u Hormisdova paláce. Pro malichernosti byl poslán do exilu na ostrov Principus a později do svého bývalého kláštera v Amaseji, kde strávil téměř 12 a půl roku. Po smrti Jana Scholastika, jehož Justinián mezitím jmenoval patriarchou si jej konstantinopolský lid vyžádal zpět. Císař Justinos III. jej v říjnu 577 povolal zpět do Konstantinopole.
Ke sklonku svého života se Eutychios začal klonit k názoru, že po vzkříšení bude tělo lehčí než vzduch a nebude již možné dotknout se jej. Svatý Řehoř Veliký coby apokrisiář se tomuto názoru postavil. Císař Tiberios se snažil obě strany smířit, avšak bezúspěšně. Eutychios zemřel 5. dubna 582 ve věku 70 let.
| Seznam konstantinopolských patriarchů | Seznam konstantinopolských patriarchů | Seznam konstantinopolských patriarchů |
| ------------------------------------- | ------------------------------------- | ------------------------------------- |
| Předchůdce: Mennas z Konstantinopole  | 552–582 Eutychios z Konstantinopole   | Nástupce: Jan IV. Nesteutes           |